# Nouvelle Ville
La Nouvelle Ville est un quartier situé au sud du centre-ville de Metz. Il est caractérisé par une architecture typiquement prussienne qui tranche avec les bâtiments du centre construits en pierre de Jaumont, de couleur ocre.

## Géographie

### Localisation
Le quartier comprend les espaces situés à l’ouest de la gare de Metz sous la porte Serpenoise (sous Metz-Centre). Au sud le quartier est bordé par Montigny-lès-Metz à droite et le quartier du Sablon à gauche.

## Histoire
Le quartier est créé par les Allemands lors de la période d’annexion de l’Alsace-Lorraine entre 1871 et 1919. La Nouvelle Ville se distingue de l’Ancienne Ville qui correspond au centre historique et d’architecture française. Il s’agissait à l’époque de bâtir un nouveau centre au caractère germanique affirmé.
La partie sud du quartier faisait autrefois partie de la commune du Sablon, cette zone, intégrant les célèbres brasseries Amos, aujourd’hui désaffectées, s’unit au quartier Impérial de Metz, au rattachement du Sablon au district urbain de Metz en 1914, pour former le quartier administratif Nouvelle Ville.
Autrefois dénigré par les messins en raison du contexte de sa création lors de la période d’annexion, le quartier est mis en valeur par la municipalité qui a d’ailleurs proposé en juin 2007 l’inscription du quartier Impérial au patrimoine mondial de l’UNESCO.

## Lieux et monuments
- chapelle provisoire pour la nouvelle paroisse, bâtie en 1929 et dessinée par l'architecte Dedun ; inaugurée le 30 mars 1930, l'évêque décide de la dédier à sainte Thérèse de l'Enfant-Jésus. Elle reste en service jusqu’à la fin de la construction de l’église en 1954. Le lieu devient le Ciné 35, puis vers 1969 le cinéma Pax qui, avec la boîte à films — petite salle attenante —, est rasé en 1989 pour laisser place à la crèche, maternelle et école primaire Sainte-Thérèse[3] ;
- église Sainte-Thérèse-de-l’Enfant-Jésus, 1954 ;
- église évangélique méthodiste, 2 rue Charles-Abel ;
- hôpital Notre-Dame-de-Bon-Secours ;
- place du Roi-George : ancienne gare de Metz ;
- place de Maud'huy, anciennement place du Général-de-Maud'huy, renommée Königin Luisenplatz durant l’annexion.
- ancienne gare de Metz ;
- place Jean-Moulin ;
- État-major de la région Terre Nord-Est, boulevard Clemenceau ;
- caserne de Lattre-de-Tassigny ;
- Salles E. Braun, aujourd'hui salle Braun, spectacle et café-théâtre, 18 rue Mozart[4] ;
- consulat d’Algérie, 1bis avenue Leclerc de Hauteclocque[5] ;
- consulat général d’Italie, 7 boulevard Georges Clemenceau ;
- mairie de quartier de Sainte-Thérèse/Nouvelle Ville, 1 rue de Bouteiller ;
- maison de retraite Saint-Jean, 31, rue Saint-Jean ;
- square du chanoine Martin, square Jean-Pierre Jean et square Dornès ;
- centre médico-scolaire de la Nouvelle Ville, 2 avenue de Lattre-de-Tassigny ;

### Enseignement
- écoles de formations paramédicales, 28-32, rue du XXe Corps Américain (jusqu'en Juillet 2013) ;
- école pratique supérieure, 1913, actuel lycée Louis-Vincent ;
- collège Barbot, ancienne caserne Barbot
- collège et lycée Georges-de-La-Tour ;
- école primaire Sainte-Thérèse, 8/10 rue du XXe Corps Américain ;
- école maternelle Jean-Morette, 33 rue de Verdun.